# Monolithe de Coatlinchán

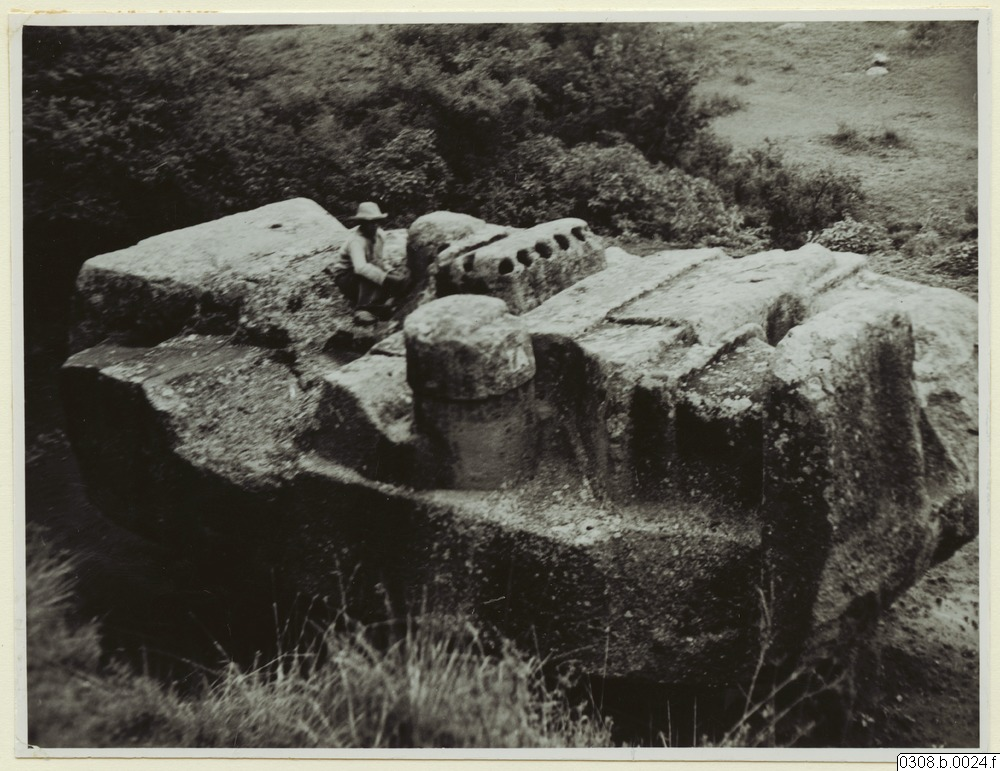
Monolithe de Tláloc (San Miguel Coatlinchán) pour Ola Apenes.

Le monolithe de Coatlinchán, également connu sous le nom de monolithe de Tlaloc, est une grande statue monolithique inachevée en ronde-bosse — représentant possiblement le dieu de l'eau, connu par les Aztèques sous le nom de Tlaloc —, abandonnée dans une carrière de la localité du même nom, 20-25 km au sud de Teotihuacan. Elle relève de la sculpture monumentale de la civilisation de cette cité au cours de l'époque classique mésoaméricaine.

## Caractéristiques physiques

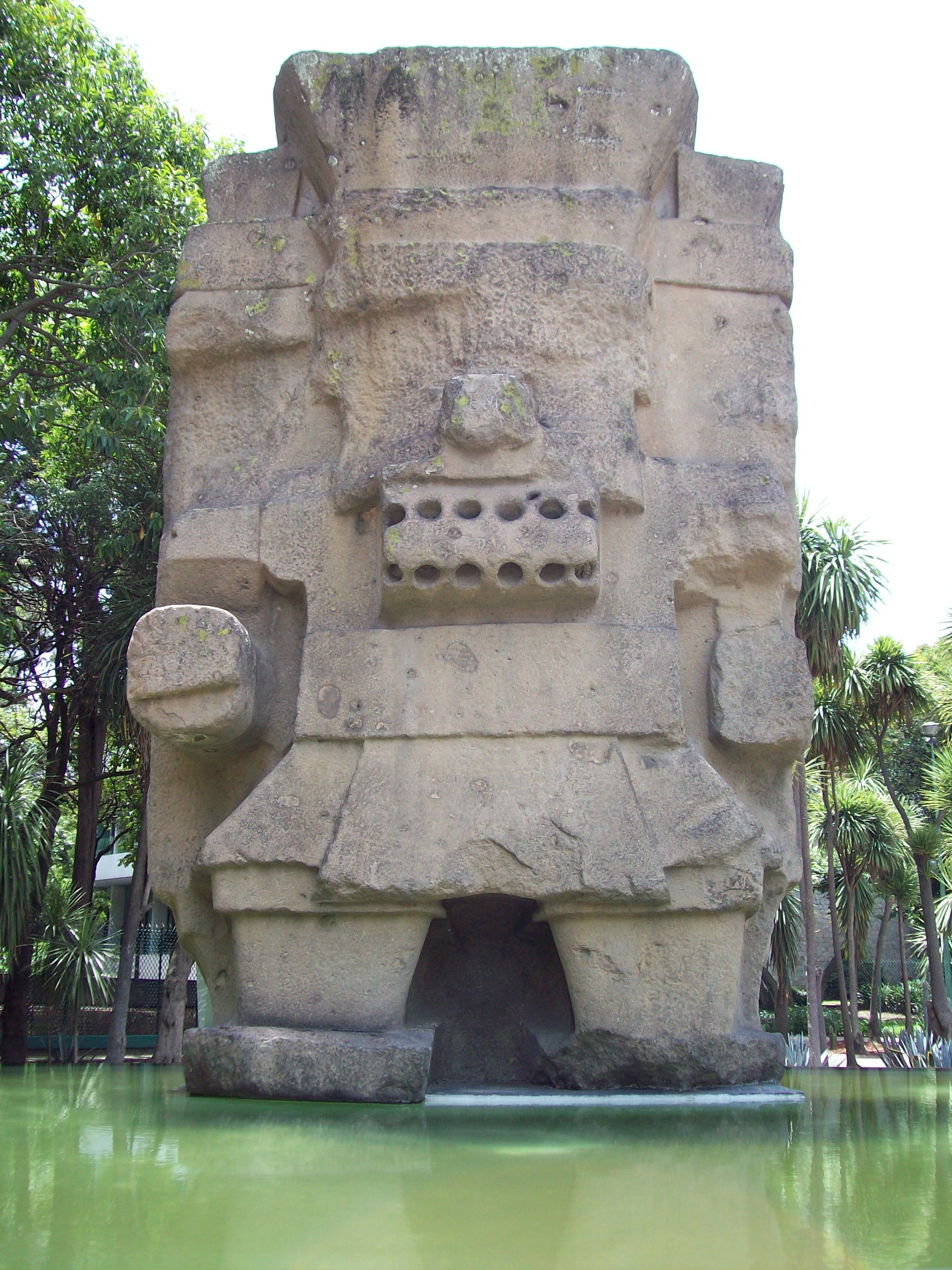
Le monolithe de Tlaloc (parc du musée national d'anthropologie de Mexico).

Le monolithe mesure environ 7 mètres et pèse aux alentours de 165 tonnes.

## Histoire

### Élaboration
La construction du monolithe remonte à l'époque classique, entre le IVe et VIe siècles. Pour des raisons inconnues, il a été abandonné dans la carrière où on le sculptait. George L. Cowgill évoque deux possibilités, soit que les habitants de Teotihuacan aient réalisé qu'ils n'arriveraient jamais à déplacer un objet de poids, soit qu'un bouleversement politique en ait arrêté la construction. Cowgill reconnaît toutefois volontiers qu'il ne s'agit que de supputations

### Découverte
Le monolithe a été découvert à San Miguel de Coatlinchán (dans l'État de Mexico, sur la commune de Texcoco), en 1903, par l'archéologue mexicain Leopoldo Batres.

### Conservation
Le 16 avril 1964, le monolithe a été transporté depuis San Miguel de Coatlinchán à Mexico.
Il est désormais exposé à l'entrée du parc du musée national d'anthropologie de Mexico, dans le quartier de Chapultepec, à l'angle du Paseo de la Reforma et de l'avenida Grutas.